# Рубаевы
Руба́евы (осет. Рубайтæ, груз. რუბაშვილი, тур. Boğa, Soydan) — осетинская фамилия.

## Происхождение
Рубаевы с незапамятных времён жили в Кудском ущелье. В поисках лучшей жизни представители фамилии разъехались в разные стороны из родного ущелья. Они обосновались в городе Владикавказ, селениях Эльхотово, Зильги, Чермен и Коби. Небольшая часть из них перебралась в Турцию, где и проживает по сей день.

## Генеалогия
Арвадалта
Родственными фамилиями (осет. æрвадæлтæ) Рубаевых являются Кабоевы, Козыровы, Мамиевы.

## Известные носители
- Ибрагим Георгиевич Рубаев — заместитель министра сельского хозяйства и продовольствия РСО-А.

Спорт
- Владимир Григорьевич Рубашвили (1940–1964) — заслуженный мастер спорта по вольной борьбе, трёхкратный чемпион СССР.
- Георгий Русланович Рубаев (1991) — российский и молдавский борец вольного стиля.
- Руслан Борисович Рубаев (1966) — борец-вольник, заслуженный тренер Российской Федерации.